# Samuel Romilly

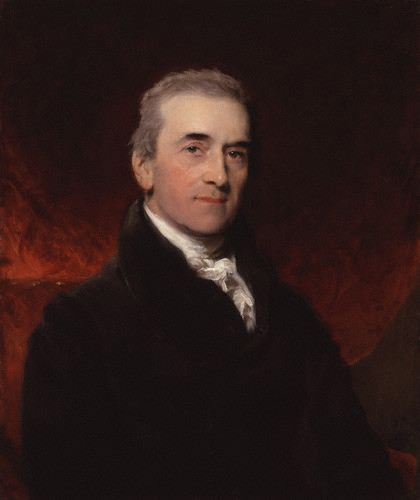
Retrato de Samuel Romilly, por Thomas Lawrence, ca. 1806-1810.

Samuel Romilly (Londres, 1 de marzo de 1757 – 2 de noviembre de 1818) fue un jurista, político, abolicionista y reformador legislativo británico, del partido Whig. Obtuvo el tratamiento de Sir.
Pertenecía a una familia de origen hugonote. Se educó de forma autodidacta, y escapó de la pobreza gracias a una herencia inesperada que le permitió viajar. Gracias a su experiencia en el comercio, adquirió importantes contactos y obtuvo un cargo público como Solicitor-General for England and Wales (1806–1807); llegando a obtener escaño en el Parlamento británico sucesivamente por las circunscripciones de Horsham (1807–1808), Wareham (1808–1812), Arundel (1812–1818) y, por último, Westminster (desde julio de 1818 hasta su fallecimiento).
Desde muy pronto se interesó en la política radical y se labró una carrera en los casos del tribunal denominado chancery court o court of equity, tras lo cual se implicó en la reforma del derecho penal británico y la abolición del comercio de esclavos. Siendo manifiestos sus orígenes familiares como nieto de refugiados, era conocido como friend of the oppressed ("amigo de los oprimidos"). Pocos de sus propósitos se cumplieron durante su vida, que terminó en suicidio tras la muerte de su esposa. Su oposición a la pena de muerte fue recordada en el bicentenario de su nacimiento con la Homicide Act 1957.
Su hijo mayor, John, fue Attorney General for England and Wales y ennoblecido como Baron Romilly en 1866. Tres de sus hijos, Frederick Romilly, Edward Romilly y Charles Romilly fueron destacados jugadores de cricket.

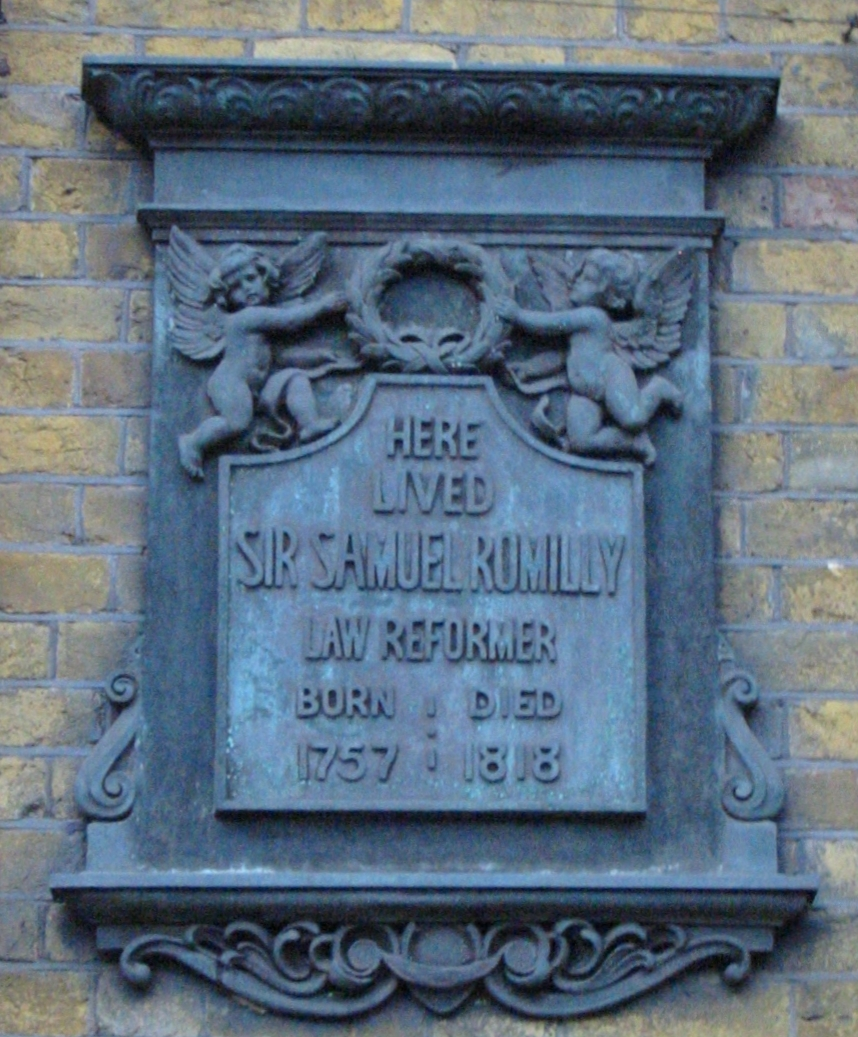
Placa conmemorativa que señala su casa en Russell Square (Bloomsbury, Londres).

### Origen familiar
Romilly nació en la Frith Street del Soho (Londres), en una familia hugonote de habla francesa, que había salido de Francia tras la revocación del edicto de Nantes. Fue el segundo hijo superviviente del relojero y joyero Pierre (Peter) Romilly, y su esposa, Marguerite (Margaret) Garnault, hija de Aymé Garnault, que también era un joyero hugonote, cuyo padre provenía de la ciudad de Châtellerault (Poitou). Isaac Romilly fue el hermano mayor de su padre.
Su abuelo paterno, Étienne (Stephen) Romilly, había emigrado desde Montpellier hasta Hoxton en 1701, vía Ginebra. Se casó con Judith de Montsallier. El padre de Étienne, que poseía una gran propiedad en Montpellier, le ayudó económicamente para establecerse en Hoxton como cerero, actividad que le permitió sostener a su gran familia y sus negocios. No obstante, al morir su padre en Francia, un pariente católico heredó la propiedad, reduciendo sus rentas a una mísera cantidad, lo que a la larga le llevó a la bancarrota al ser incapaz de cubrir sus gastos. Recordado por su generosidad y piedad, Étienne murió en 1733 a los 49 años, of a broken heart ("de un corazón roto") según las memorias de Samuel. Dejó viuda y ocho hijos, el mayor de los cuales murió a los pocos meses, y fue enterrado en la misma tumba que su padre. El padre de Samuel, Pierre, era el más joven de los hijos supervivientes.

### Infancia y formación
Pierre and Marguerite Romilly se casaron en 1744. Tuvieron seis hijos que murieron jóvenes: Michel Pierre (abril de 1744 – diciembre de 1744), Marguerite (1745), Sarah (1746–1747), Anne (1747–1748), Mary (1749–1755) y Judith (1752), a los que siguieron por último tres hijos sobrevivientes: Thomas Peter (17 de junio de 1753 – 7 de diciembre de 1828), Catherine (nacida el 14 de febrero de 1755) y por último, Samuel. Pierre culpaba a la atmósfera insalubre de Londres de las muertes de sus hijos. Se trasladaron al Soho y posteriormente a High Street en Marylebone, que en la época era una pequeña población a una milla de distancia de la ciudad.
La mala salud de su madre hizo que los hermanos Romilly fueran criados por una pariente materna, Margaret Facquier, que les educó principalmente con lecturas de la Biblia, el periódico moralista The Spectator, y la traducción inglesa de Les Aventures de Télémaque de François Fénelon. Por un tiempo Samuel asistió a una escuela regentada por un tal Mr. Flack, a quien odiaba, terminando su educación formal con 14 años.
Los domingos asistía con su familia a la Église protestante française de Londres en el Soho, donde ejercía como pastor su futuro cuñado John (Jean) Roget, procedente de Ginebra (Roget se casó con Catherine, hermana de Samuel, y fueron los padres de Peter Mark Roget). Roget facilitó a Samuel las obras de Jean Jacques Rousseau, del que se convirtió en seguidor. Con su lectura autodidacta de ellas, Samuel Romilly podía ser considerado un instruido en los clásicos que podía mantener conversaciones sobre literatura francesa.
Samuel Fludyer (sir, primer baronet y miembro del parlamento), primo de Samuel Romilly, fue su padrino y del que recibió el nombre, con lo que existía la posibilidad de que entrara en su exitoso negocio lanero. Comenzó un aprendizaje de la contabilidad, pero Sir Samuel murió en 1768, seguido por su hermano y socio, Sir Thomas Fludyer, en 1769, con lo que tal oportunidad se frustró.
No obstante, la buena fortuna se le presentó mediante un generoso benefactor, su tío abuelo Philip Delahaize (o de la Haize; hermano de su abuela Marguerite Alavoine Garnault). Delahaize también murió en 1769, cuando Samuel tenía 12 años. Delahaize "era un caballero de gran riqueza y benevolencia, y por sus juiciosos legados a su círculo de relaciones puso en pie a cantidad de familias de refugiados en una nación en la que sus ancestros se habían retirado a una pobreza voluntaria". Dejó 2,000 libras a Samuel y otras tantas a su hermano, 3,000 a su hermana y otras tantas a sus padres.
Romilly entró como aprendiz en 1773 con William Michael Lally, un solicitor que trabajaba en la oficina Six Clerks de la Court of Chancery. No obstante, renunció a adquirir un puesto allí tras cinco años, cuando tuvo la opurtunidad de hacerlo.

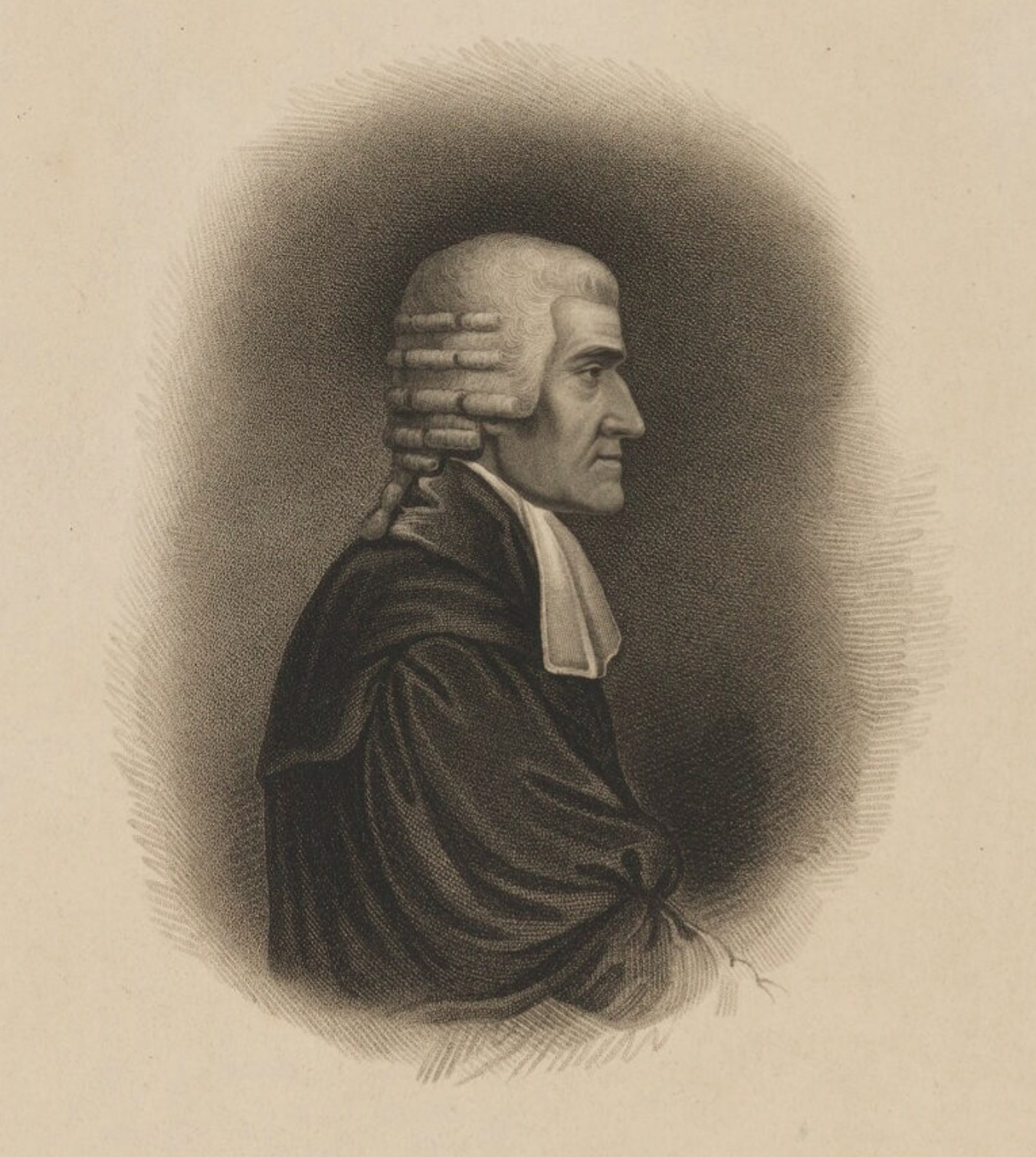
Sir Samuel Romilly, grabado de John Kennerly según dibujo de C. Bestland, 1822.

## Carrera jurídica
En 1778, Romilly comenzó una carrera como abogado (barrister) entrando en Gray's Inn. Fue pupilo de Jeffries Spranger, un equity draughtsman (denominación del barrister que lleva casos en la court of equity o chancery court). Logró la acreditación (call to the bar) en 1783, accediendo al Midland circuit, pero sobre todo se ocupó en la práctica de cancillería (chancery practice), en la que se fue especializando, hasta que en 1800 obtuvo el cargo de consejero del rey (King's Counsel). En 1805 fue nombrado canciller del condado palatino de Durham (chancellor of the county palatine of Durham).

## Viajes y periodo radical

### Primer viaje a Europa
En la época era costumbre de la clase alta británica realizar el Grand Tour por Europa, pero los viajes de Romilly (tours) tuvieron otra dimensión. En las vacaciones judiciales de 1781, Romilly viajó por Francia y Suiza, conociendo a sus contactos familiares en Ginebra a través de John Roget, que ya era su cuñado. Roget, que murió en 1783, había vuelto allí por causa de su salud, y Samuel Romilly llevó al joven Peter Mark Roget a reunirse con sus padres. En Ginebra, Romilly conoció a Pierre Étienne Louis Dumont. Permaneció en un tiempo con David Chauvet, perteneciente a un grupo local de políticos progresistas, entre los que conoció también a Etienne Clavière.
En París trabó amistad con Marguerite Madeleine Delessert, hija de Madeleine Catherine Boy de La Tour y de Etienne Delessert, que posteriormente se convirtió en Madame Gautier por matrimonio con Jean-Antoine Gautier, un banquero ginebrino trasladado a París. Romilly se alojó en la casa de los Delessert en Passy.

### Segundo viaje por Europa
En 1783, inmediatamente tras ser llamado al tribunal, Romilly hizo un segundo viaje al continente. En esta ocasión le acompañó hasta Francia John Baynes, y en París conoció a Benjamin Franklin, de quien Baynes tenía contacto a través de John Jebb. En Lausanne conoció a Guillaume-Thomas Raynal (el abate Raynal).
Entre tanto habían ocurrido los sucesos de la fallida revolución de Ginebra de 1782. En 1784 fue presentado a Honoré Mirabeau por el escritor ginebrino François d'Ivernois, tal como recoge en sus Memoirs; mientras que Élie Halévy dice que fue por Thomas Brand Hollis. D'Ivernois y Dumont formaron parte del grupo de líderes revolucionarios que para entonces se habían exiliado en Londres. Mirabeau veía diariamente a Samuel Romilly durante un largo periodo.

### Bowood circle
William Petty, segundo conde de Shelburne (más tarde marqués de Lansdown), Primer Ministro en 1782–1783, invitó a Samuel Romilly a Bowood House hacia 1784-1785. Conocía su nombre de boca de Mirabeau, había leído su panfleto A Fragment on the Constitutional Power and Duty of Juries upon Trials for Libels y estaba interesado en Dumont.
En lo que ha sido denominado Bowood circle, Romilly entabló amistad con Jeremy Bentham (de quien antes era meramente un conocido) y Benjamin Vaughan.

### Revolución francesa
En 1789 estuvo en París y visitó las mazmorras de Vincennes donde Mirabeau había estado preso. Ahora, cuando este se había convertido en un líder político, recurrió a Romilly para informarse de los procedimientos de la Cámara de los Comunes británica. Tras presenciar el rumbo que tomaba la Revolución francesa, cuando volvió a Inglaterra, Samuel Romilly era menos optimista sobre la política revolucionaria.
Las capacidades de Romilly fueron reconocidas por el partido whig. El marqués de Lansdowne le ofreció en 1792 el escaño por Calne, que Romilly no aceptó. En julio de 1793 defendió a los libreros de Birmingham que habían vendido las obras de Tom Paine, a pesar de que él mismo no compartía sus argumentos; y en agosto del mismo año atendió el juicio por sedición de Thomas Muir of Huntershill, que consideró impactante. A finales de 1793 había llegado a la conclusión de que la Revolución francesa había desembocado en "barbarie". En 1794 escribió a Madame Gautier que los "eventos públicos" le habían hecho cambiar de opinión. En agosto de 1797 consiguió la absolución del radical John Binns, acusado de traición.
Con la Paz de Amiens (1802) Romilly volvió a Paris. Visitó junto con Bentham el Palais Bourbon, donde se reunía la Asamblea Legislativa.

## Carrera política
En 1806, cuando se formó el gobierno llamado Ministry of All the Talents, ofrecieron a Romilly el puesto de Solicitor General, a pesar de no haber tenido nunca escaño en los Comunes. Aceptó, y fue nombrado caballero (Knight Bachelor), además de obtener el escaño por Queenborough. Perdió el cargo judicial con la caída del gobierno (1807), pero permaneció en la Cámara de los Comunes, ocupando sucesivamente la representación de Horsham (1807–1808), Wareham (1808–1812) y Arundel (1812–1818). Se labró una reputación por sus esfuerzos reformistas. En julio de 1818 volvió a obtener un escaño, esta vez por Westminster, cuando le quedaba ya poco de vida.

## Abolicionista
Romilly se oponía al comercio de esclavos desde un momento muy temprano en su vida: su contacto en 1783 con el abate Raynal, cuya Histoire des deux Indes leyó. Apoyó la campaña abolicionista de William Wilberforce.
Durante el debate parlamentario de la Slave Trade Act de 1807 Romilly citó a Wilberforce, diciendo que su liderazgo había preservado a millones de sus prójimos. Al concluir su discurso, fue aplaudido por muchos miembros del parlamento puestos de pie, una reacción que raramente se produce en la Cámara de los Comunes. El propio Wilberforce, sentado con la cabeza entre las manos, lloraba.

## Reformas legislativas
Romilly trabajó durante una docena de años en la reforma parlamentaria del derecho penal, bajo la influencia de lo que ahora se llama escuela clásica de criminología (Bentham y Beccaria); en contra de los argumentos a favor del castigo de Martin Madan y William Paley. Según argumentaba en sus Memoirs, el llamado Bloody Code ("código sangriento") de justicia era algo que requería reforma, mientras que uno de los efectos de la Revolución francesa era disminuir las posibilidades de que el Parlamento aprobara la necesaria legislación para ello. No obstante, el sentido de la opinión pública estaba comenzando a cambiar.
En 1808, Romilly consiguió que se revocara el estatuto isabelino que castigaba con la pena capital el robo a personas. Con ello aumentó la eficacia de la persecución judicial de los carteristas, hasta entonces poco exitosa. Por otra parte, Charles Williams-Wynn veía la formación jurídica de Romilly como inadecuada.
En 1809 la Cámara de los Lores rechazó tres iniciativas legislativas para revocar estatutos draconianos, debido a la influencia de Edward Law, Lord Ellenborough. Romilly vio rechazadas sus siguientes iniciativas; pero en marzo de 1812 consiguió que se revocara un estatuto de Isabel I que castigaba con la pena capital a los soldados y marineros que pidieran (beg) sin permiso de su oficial superior o de un magistrado.
En 1811 propuso una reforma penitenciaria (prison reform) en el sentido indicado por Jeremy Bentham, pero fue rechazada.
En 1813 John William Ward describió sus intentos reformistas como demasiado "filosóficos". Romilly no consiguió que se aprobara una ley que hubiera abolido el concepto de "mancha" o "corrupción de la sangre" (stain, corruption of blood) que acompañaba legalmente a todos los crímenes, pero al año siguiente lo volvió a intentar, logrando la Corruption of Blood Act de 1814 que solo la conservaba para los delitos de traición y asesinato. También en 1814, consiguió la aprobación de una Treason Act que abolía la pena de ahorcamiento, arrastramiento y descuartizamiento.

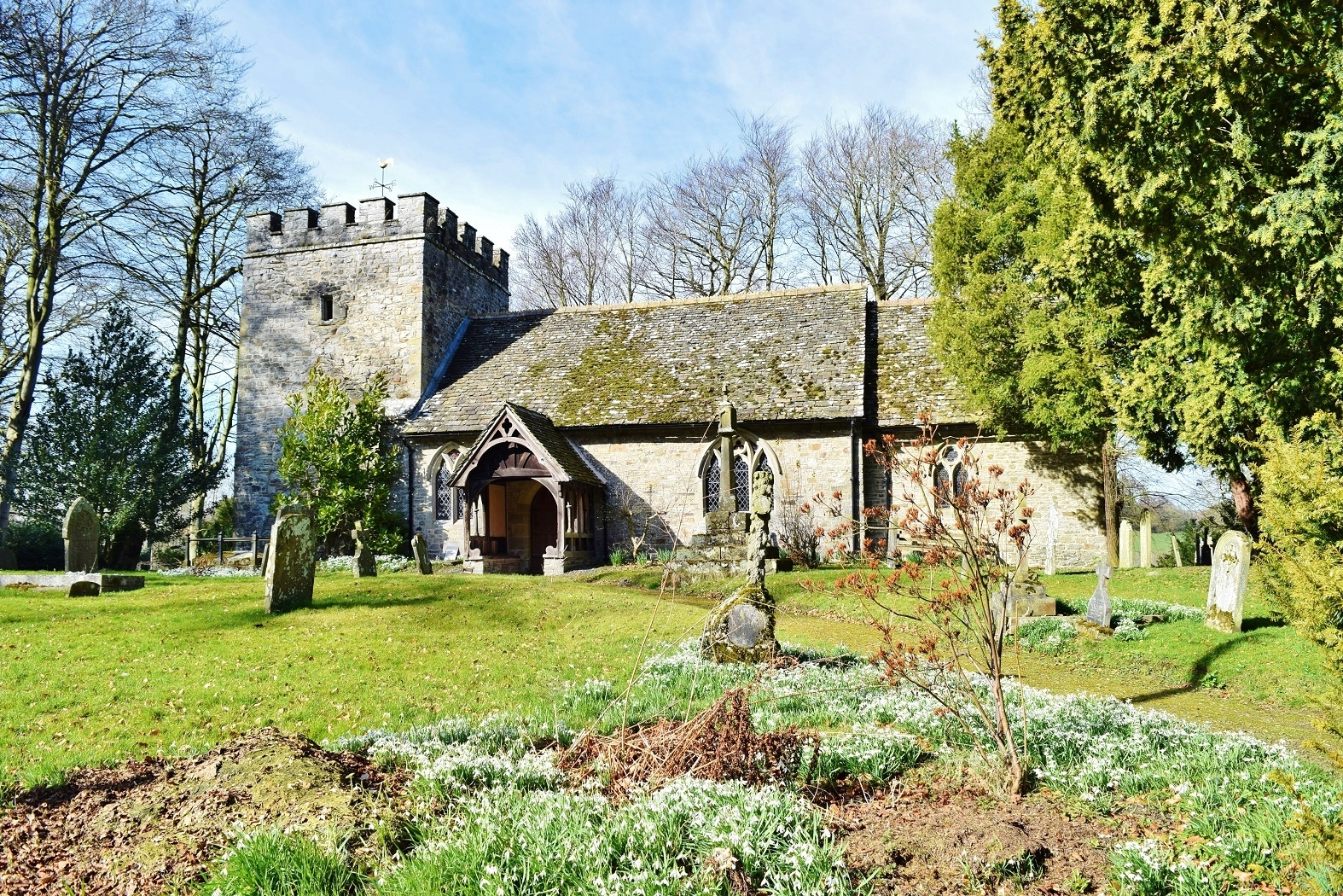
Iglesia parroquial de St Michael and All Angels en Knill (Herefordshire), donde fueron enterrados Ann y Samuel Romilly.

## Muerte
El 29 de octubre de 1818 su esposa Ann (Lady Romilly) murió en la isla de Wight. Pocos días más tarde, el 2 de noviembre, en su casa londiense de Russell Square, Samuel Romilly se cortó la garganta, muriendo en pocos minutos. Su sobrino Peter Mark Roget le atendió en los últimos momentos. Escribió unas últimas palabras, que posiblemente se referían a su esposa: My dear, I wish... ("querida mía, yo deseo...")
Fue enterrado el 11 de noviembre en la iglesia parroquial de St Michael and All Angels, Knill (Herefordshire), junto a su esposa.

## Matrimonio y descendencia
Samuel Romilly se había casado en 1789 con Anne Garbett, hija de Francis Garbett, de Knill Court, Herefordshire. Se habían conocido en Bowood House, donde su suegro trabajaba como secretario de Lord Shelburne.
El matrimonio tuvo siete hijos, seis de ellos varones.
- Sophia Romilly (fallecida el 9 de octubre de 1879). Casó con Rt. Hon. Thomas Francis Kennedy, parlamentario por Ayr Burghs y nieto del arquitecto John Adam.
- William Romilly (1798 – 3 de octubre de 1855).
- John Romilly, primer barón Romilly (10 de enero de 1802 – 23 de diciembre de 1874).[13]
- Edward Romilly (1804 – 12 de octubre de 1870), MP for Ludlow y jugador de cricket de primera clase. Se casó con Sophia Marcet, hija del químico suizo Alexander John Gaspard Marcet. No tuvieron hijos que se sepa.
- Henry Romilly (31 de diciembre de 1804 – 25 de diciembre de 1884). Casó con Rosa Morris, sin más asuntos conocidos.
- Charles Romilly (1808 – 29 de agosto de 1887), jugador de cricket de primera clase. Casó con Lady Georgiana Elizabeth Russell, hija de John Russell, 6th Duke of Bedford y Georgiana Gordon. Tuvieron seis hijos.
- Lt.-Col. Frederick Romilly (21 de marzo de 1810 – 6 de abril de 1887), político y jugador de cricket, casó con Lady Elizabeth Amelia Jane, hija de Gilbert Elliot-Murray-Kynynmound, 2nd Earl of Minto[53]

## Obras

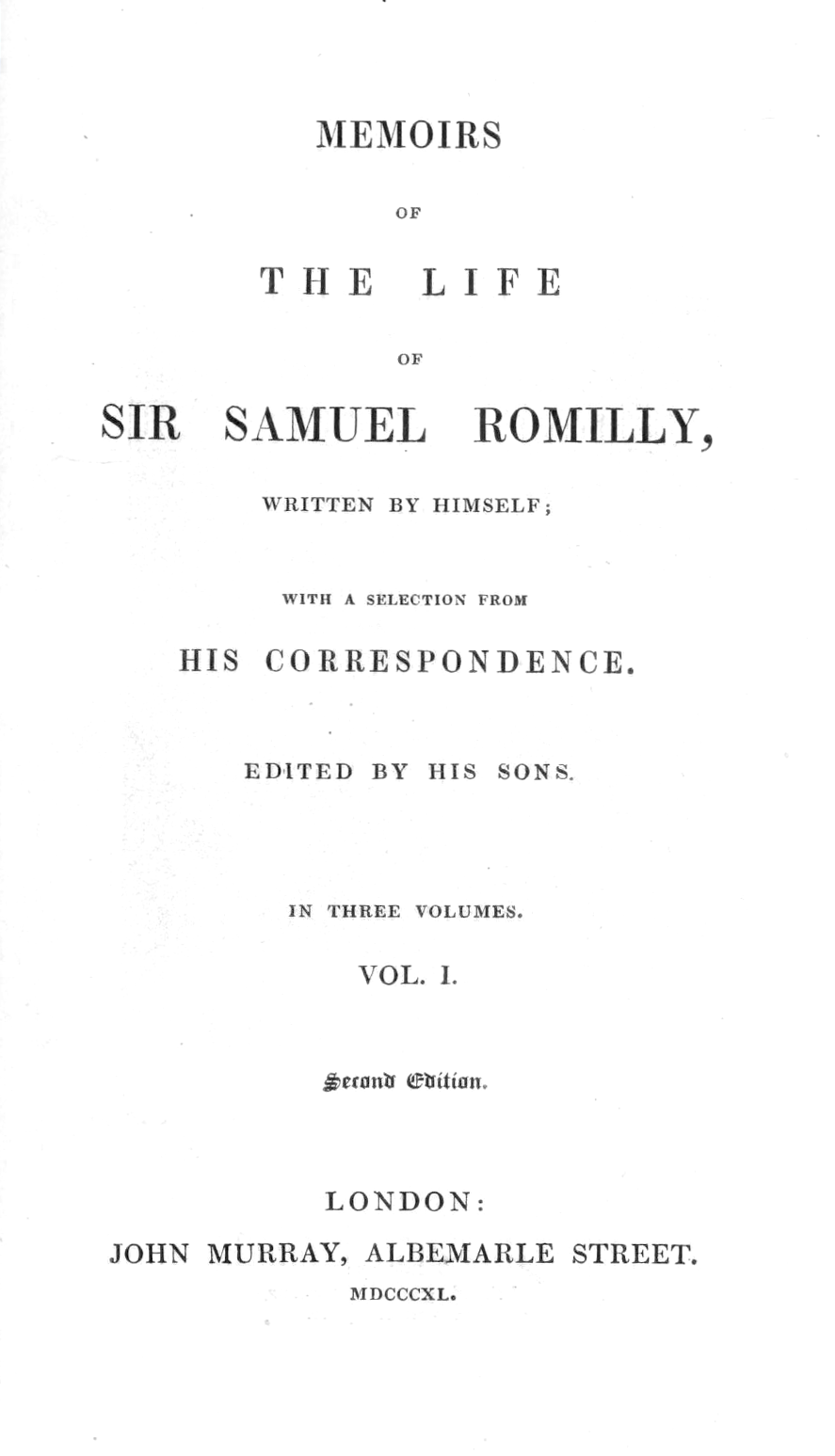

- A Fragment on the Constitutional Power and Duty of Juries upon Trials for Libels (1784); sobre los jurados y el caso del deán de St Asaph,[54] publicada de forma anónima por la Society for Constitutional Information.[20]
- Observations on a Late Publication Intituled, Thoughts on Executive Justice (1786); influenciado por Cesare Beccaria, era una réplica a la obra de Martin Madan Thoughts on Executive Justice, que abogaba por el incremento de las penas capitales.[17]
- Thoughts on the Probable Influence of the Late Revolution in France upon Great Britain (1790).[20]
- Letters containing an Account of the late Revolution in France, and Observations on the Laws, Manners, and Institutions of the English; written during the author's residence at Paris and Versailles in the years 1789 and 1790; translated from the German of Henry Frederic Groenvelt (1792); traducción del francés de las cartas de Étienne Dumont, con algunas cartas del propio Romilly (con asistencia de James Scarlett), donde criticaba la política británica desde una perspectiva republicana.[20]

## Otras fuentes
- The Speeches of Sir Samuel Romilly in the House of Commons (2 vols., 1820)
- Patrick Medd, Romilly: A Life of Sir Samuel Romilly. Lawyer and Reformer (Collins, 1968)